# والتر لمان
والتر لمان (به انگلیسی: Walter Lehmann) ژیمناست زادهٔ ۱۳ ژانویه ۱۹۱۹ میلادی اهل کشور سوئیس است.